# Transports Municipals d'Ègara
Transports Municipals d'Ègara SA (abreviat TMESA) és l'empresa municipal de transports de la ciutat de Terrassa. La seva participació del 80% és de CTSA, i el 20% de l'Ajuntament de Terrassa. El servei de TMESA va començar a gestionar el servei de transport públic de viatgers l'any 1989, i al 2003 TMESA es va integrar al sistema tarifari integrat de l'ATM. Dona servei a tota la ciutat, a Terrassa, el 99% de la població disposa d'una parada d'autobús urbà a menys de 5 minuts a peu.[1] Té un total de 16 línies, i al 2019 va ser utilitzat per un total de 13.992.585 viatgers. La xarxa de l'ATM està subdividida en sis zones i Terrassa forma part de la zona 3C, junt amb Viladecavalls i Castellar del Vallès.
Actualment, la xarxa compta amb 68 autobusos, 21 dels quals proporcionen servei amb tecnología híbrida.

## Operadors de la xarxa
Transports Municipals d'Ègara
| Línia    | Busos hora punta | Interval de pas hora punta |
| -------- | ---------------- | -------------------------- |
| L1tmesa  | 7                | 15 min                     |
| L2tmesa  | 5                | 15 min                     |
| L3tmesa  | 8                | 15 min                     |
| L4tmesa  | 5                | 20 min                     |
| L5tmesa  | 5                | 15 min                     |
| L6tmesa  | 4                | 22 min                     |
| L7tmesa  | 4                | 20 min                     |
| L8tmesa  | 5                | 10 min                     |
| L9tmesa  | 6                | 10 min                     |
| L10tmesa | 2                | 30 min                     |
| Lhtmesa  | 3                | 21 min                     |
| L12tmesa | 1                | A demanda                  |
| L14tmesa | 1                | 60 min                     |
| L16tmesa | 1                | 45 min                     |

## Aplicació mòbil
El desembre del 2014 es va llançar l'aplicació mòbil que permet consultar informació sobre els autobusos urbans de la ciutat de Terrassa.
Permet seleccionar una parada (segons la ubicació o buscant-la manualment) i veure a temps real el pas dels autobusos urbans de la ciutat, així com consultar quant trigaran els pròxims autobusos en arribar a la parada seleccionada. També permet identificar qualsevol punt de venda de títols de transport i amb l'ajut de l'aplicació Google Maps planificar com arribar a un punt determinat de la ciutat.
L'aplicació està disponible tant per a l'Android com per a l'iOS.

### Informació addicional[3]
- Última actualització: 17 d'agost del 2016
- Versió d'Android requerida: 2.2 i posteriors
- Desenvolupador: GeoActio
- Instal·lacions: 10.000 - 50.000
- Classificació del contingut: PEGI 3
- Versió actual: 3.2
- Permisos:
  - Ubicació
  - Fotos/multimèdia/fitxers
  - Emmagatzematge
  - Altres
- Valoració al Play Store: 3,2